# Aripao (Venezuela)
Pour les articles homonymes, voir Aripao.
Aripao est la capitale de la paroisse civile d'Aripao de la municipalité de Sucre de l'État de Bolívar au Venezuela.